# حیات وحش اوکراین

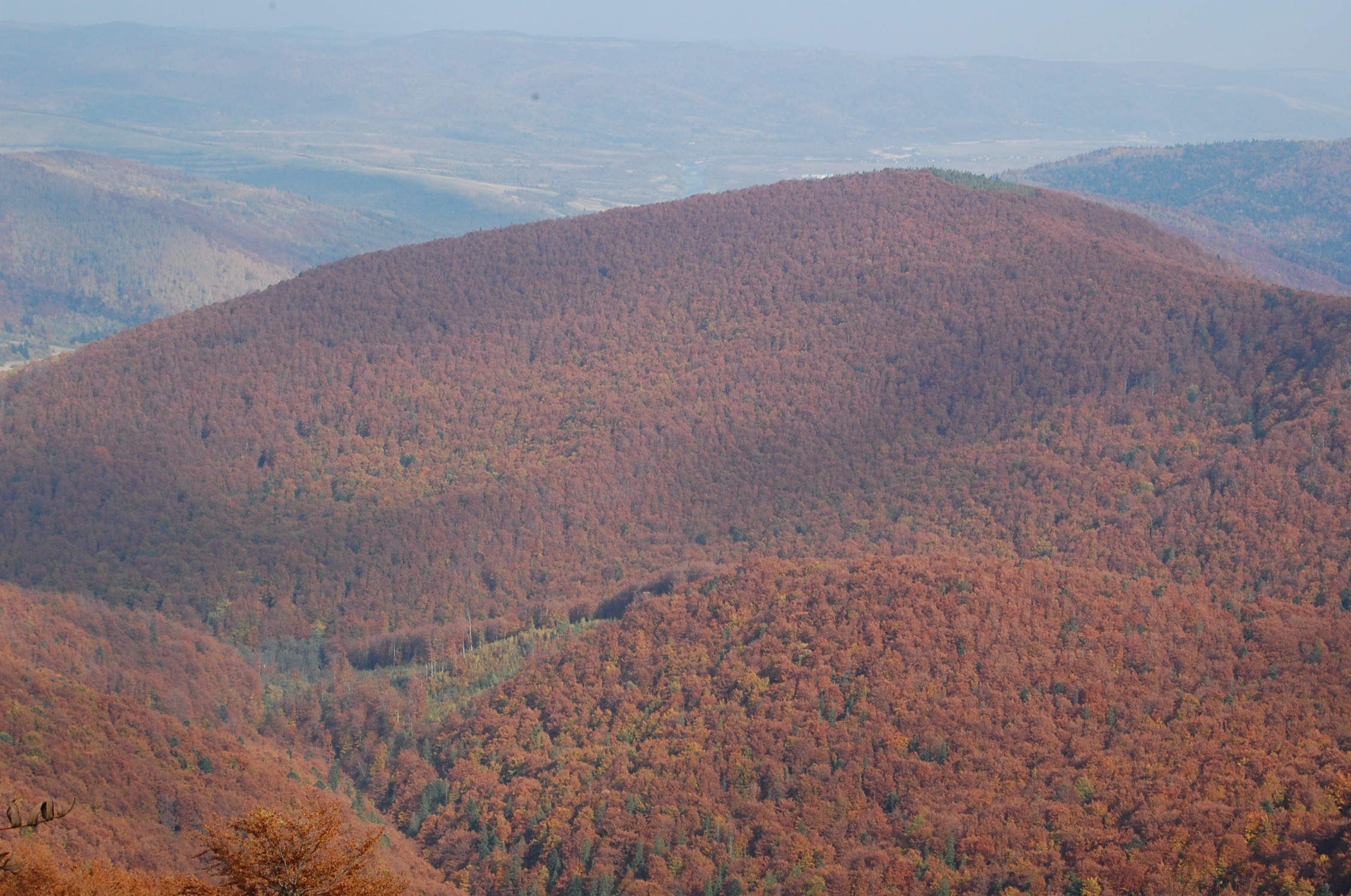
کوه‌های کارپات اوکراین

حیات وحش اوکراین متشکل از گیاگان و زیاگان این کشور است. زیاگان گزارش‌شده این کشور در صورتی که گونه‌های نواحی دریای سیاه و دریای آزوف را محسوب بداریم، شامل ۴۵٬۰۰۰ گونه است.